# 西吡氯铵
西吡氯铵（cetylpyridinium chloride，CPC）是一种阳离子季铵盐化合物，属阳离子表面活性剂，全名：氯化十六烷基吡啶水合物（1-氯化十六烷基吡啶的一水合物），主要通过降低表面张力而起到抑菌和杀菌作用，对于细菌、病毒、真菌等均有良好疗效。該化合物用于某些类型的漱口水、牙膏、润喉糖、咽喉喷雾剂、口腔喷雾剂和鼻腔喷雾剂中。
西吡氯铵是一种抗菌剂，但不属于抗生素，可杀死细菌和其他微生物。它已证明能有效预防牙菌斑和减少牙龈炎，还可用於某些杀虫剂中。